# Tibor Gerevich
Tibor Gerevich (* 14. Juni 1882 in Marmaroschsiget; † 11. Juni 1954 in Budapest) war ein ungarischer Kunsthistoriker.

## Leben und Wirken
Tibor Gerevich, der aus einer griechisch-katholischen Familie stammte, studierte an der Universität Budapest und der Universität Berlin Kunstgeschichte und wurde 1904 in Budapest bei Gyula Pasteiner (1846–1924) im Fach Kunstgeschichte zum Dr. phil. promoviert. Anschließend setzte er seine kunstgeschichtlichen Studien bis 1906 in Bologna fort. Ab 1908 arbeitete er als Assistent an der Budapester Nationalbibliothek, ging dann als Mitarbeiter an das Ungarische Nationalmuseum und wurde 1911 Privatdozent für Italienische Kunstgeschichte an der Budapester Universität. Von 1924 – dem Jahr der Habilitation – bis zu seinem Tode war er dort Professor für Kunstgeschichte. 
1924 bis 1927 war er Direktor des Ungarischen Historischen Instituts in Rom und 1928 bis 1929 Präsident der Accademia d’Ungheria in Rom. Ferner war er ungarischer Kurator bei der Biennale di Venezia. Seit 1932 stand Tibor Gerevich im Königreich Ungarn als Denkmalpfleger dem Komitee der Nationaldenkmäler vor. In Esztergom befasste er sich mit der Geschichte der Burg und wurde 1944 Direktor des dortigen Christlichen Museums.
1922 wurde Tibor Gerevich korrespondierendes, 1934 ordentliches Mitglied der Ungarischen Akademie der Wissenschaften. 1935 erhielt er das Matthias-Corvinus-Ehrenzeichen für Verdienste um Wissenschaft, Literatur und Kunst. Als Mitglied der ungarischen Mickiewicz-Gesellschaft trug er zur Pflege der polnisch-ungarischen Beziehungen bei. Zudem wurde er in Ungarn vor dem Krieg als maßgeblicher Kulturpolitiker bekannt. Seine Arbeiten zur Kunstgeschichte publizierte er in Ungarisch, Italienisch und Deutsch.

## Schriften (Auswahl)
- Az arányosság elméletének és gyakorlati alkalmazásának története a művészetben.[2] Budapest 1904 (Dissertation).
- Tracce di Michelangelo nella scuola di Francesco Francia.[3] Bologna 1908.
- A krakkói Czatoryski-képtár olasz képei.[4] Budapest 1918.
- Kolozsváry Tamás, az első magyar képtáblafestő.[5] Budapest 1923.
- A régi magyar művészet európai helyzete.[6] Pécs 1924.
- L'arte antica ungherese. Rom 1930.
- Pasteiner Gyula emlékezete[7]. Budapest 1933.
- Magyarország románkori emlékei.[8] Műemlékek Országos Bizottsága, Budapest 1938.